# ジョネ・ケレビ
ジョネ・ケレビ（Jone Kerevi、1998年8月22日 - ）は、フィジー出身のラグビーユニオン選手。ジャパンラグビーリーグワンのトヨタヴェルブリッツに所属している。

## 経歴
フィジーのナタブア高校から、2019年に天理大学に入学。
2022年、ジャパンラグビーリーグワンの豊田自動織機シャトルズ愛知に加入。
2025年8月、トヨタヴェルブリッツに加入。